# 팔도 가시나이
"팔도 가시나이"(Girls from Eight Provinces)는 한국에서 제작된 편거영 감독의 1970년 드라마 영화이다. 최지희 등이 주연으로 출연하였고 차태진 등이 제작에 참여하였다.

## 출연

### 주연
- 최지희
- 안인숙
- 윤미라
- 김미영

## 기타
- 조명: 장기종
- 미술: 박석인